# Acratocnus
Acratocnus is een geslacht van uitgestorven grondluiaards behorend tot de familie Megalocnidae die tijdens het Pleistoceen en Holoceen op de Grote Antillen leefde.

## Fossiele vondsten
Er zijn drie soorten beschreven. De typesoort Acratocnus odontigronus leefde op Puerto Rico. A. antillensis kwam voor op Cuba. Op Hispaniola  leefde A. ye. 
Acratocnus leefde vermoedelijk samen met de eerste inwoners van de Grote Antillen. Vermoed wordt dat bejaging een rol speelde in het uitsterven van Acratocnus en de andere Antilliaanse grondluiaards.

## Kenmerken
Acratocnus was een relatief kleine luiaard. Met een gewicht van circa 10 kg was A. antillensis de kleinste soort. De andere soorten hadden een lichaamsgewicht van circa 15 kg. Acratocnus leefde grotendeels in de bomen. Net als de andere luiaards was het een folivoor.